# ISO 3166-2:VU

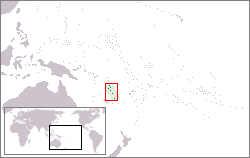
Localisation du Vanuatu sur une carte d'Océanie

ISO 3166-2:VU est le code des subdivisions du Vanuatu dans la codification ISO 3166-2.
| Code   | Nom des subdivisions |
| ------ | -------------------- |
| VU-MAP | Malampa              |
| VU-PAM | Pénama               |
| VU-SAM | Sanma                |
| VU-SEE | Shéfa                |
| VU-TAE | Taféa                |
| VU-TOB | Torba                |